# Katrien Vercauteren
Katrien Vercauteren (Malines, 25 agosto 1984) è un'ex cestista belga.

## Carriera
Con il Belgio ha disputato i Campionati europei del 2003.